# 大窪シゲキ
大窪 シゲキ（おおくぼ しげき、1979年4月14日 - ）は、日本のラジオDJ。大阪府出身。広島市を拠点に活動している。2015年7月2日から広島県消費者トラブル防止DJ大使。特技はクッキング（調理師免許有）。愛称はオオクボックス。

## 人物
姉が居る。少年時代はその姉と一緒にラジオ大阪の『OBCブンブンリクエスト』をよく聴いていたという。高校卒業後は本人曰く“大学など進学もせずフラフラと”過ごしていたが、20歳を過ぎて「これじゃダメだ」と真剣に将来のことを考え出す。そして「音楽や人とコミュニケーションをとるのが好き」「スーツを着るのは嫌」「出来ればロン毛でやりたい」という自分の特性を考えて出した結論がラジオDJだったということでこれを目指し、全国のラジオ局に自分のデモテープを送り続け、その中で唯一広島FMからオファーがあって大阪から広島へ。同局の番組『9ジラジ』のADを務める。2007年春の番組改編で、それまでの山口雅美に代わり、ADからメインパーソナリティに昇格。
自身がラジオDJを務める広島エフエム放送『大窪シゲキの9ジラジ』が、平成28年日本民間放送連盟賞 中国四国地区審査会 ラジオ生ワイド番組部門 最優秀賞 受賞。2025年には『9ジラジ』メインDJとしての功績が認められ、第62回ギャラクシー賞ラジオ部門DJパーソナリティ賞を受賞した。

## 出演番組

### 現在の出演番組
ラジオ
- 『大窪シゲキの9ジラジ』（2007年4月 - 、広島FM）月曜-木曜20:00〜22:00
- 『シネマ☆ボックス』（2015年 - 、広島FM）土曜21:00〜21:30
- 『大窪シゲキの熱血ラジオ大学』（2025年2月 - 、広島FM）金曜19:30〜20:00

インターネット
- 『消費者トラブル「回避」Webラジオ』[8][9]（2015年、広島県） - ストーリーテラー

### 過去の出演

#### ラジオ
- 広島リアルバラエティー（2011年1月8日 - 3月26日、広島FM）
- 平成30年7月豪雨災害 臨時災害放送局「くまのちょうさいがいエフエム」周波数77.3MHz 2018年8月26日15:00-16:30 特別番組その2[10]
- 平成ラヂオバラエティごぜん様さま（2020年10月16日、中国放送） - 横山雄二の代役
- 広島特産ラジオ　ヨコヤマシゲキアワー（2022年12月6日、広島FM）
- 広島特産ラジオ カワムラシゲキアワー（2024年5月6日、広島FM）

#### テレビ
- 『大窪シゲキの9ジラジテレビ』（2013年4月20日 - 2014年3月15日 毎月第3土曜あさ11時-11時15分、広島ホームテレビ）
  - 『大窪シゲキの9ジラジテレビSP ～モーニング娘。'14がせっかく広島に来たから復活しちゃいました～』（2014年7月12日11：30～11:45、広島ホームテレビ ）
- 『恋とか愛とか（仮）』Episode27｢アタックする女」（2017年9月、広島ホームテレビ） - 本人（オオクボックス）役
広島ホームテレビ『恋とか愛とか（仮）』×広島FM『大窪シゲキの9ジラジ』コラボ
- 『ミュージックバラエティ H♪LINE』（2018年9月21日・2019年11月16日、広島ホームテレビ） - 代打MC

#### 配信
- 『9ジラジ★サタデー』（2018年8月25日13:30〜14:00生配信、シャレオぽるぽるSTUDIO）
- 『Go!ひろしま合同企業説明会Live』（2020年）

#### 映画
- 『雪女』（2017年、監督・主演：杉野希妃）

## 連載
- 『9ジラジ新聞』（朝日新聞広島版[11]）

## 社会活動
- 広島県消費者トラブル防止DJ大使 - 大窪シゲキが広島県内の高校を訪問し、消費者啓発講座を実施。[12]